# استفانی گراف
استفانی گراف (انگلیسی: Stephanie Graf؛ زادهٔ ۲۶ آوریل ۱۹۷۳) دونده دو نیمه‌استقامت زن اهل اتریش است.